# SK Jugoslavija
Maillots
Le Sportski Klub Jugoslavija (en serbe : Спортски Клуб Југославија), plus couramment abrégé en SK Jugoslavija, est un ancien club yougoslave (serbe) de football, fondé en 1913 puis disparu en 1945, et basé à Belgrade, la capitale du pays.

## Histoire du club
Le club fut fondé en 1913 sous le nom de SK Velika Srbija (Grande Serbie) dans le royaume de Serbie par un groupe de dissidents d'un autre club de football de Belgrade, le BSK, mécontents à cause d'une décision de voyager en Autriche-Hongrie pour jouer un match amical contre l'Hajduk Split. Ils quitteront donc leur propre club pour former le Sportski Klub Velika Srbija. Parmi ces derniers se trouve Danilo Stojanović, dit Čika Dača.
Il change de nom en 1919.
Le club remportera le championnat de Yougoslavie de football en 1924 et 1925. En 1941, le club rechangera une fois de plus de nom pour le SK 1913 après la dissolution du royaume de Yougoslavie. À la suite de la Seconde Guerre mondiale, le club sera dissous par les autorités communistes en 1945. Une partie des effectifs du club seront fusionnées avec d'autres pour former l'Étoile rouge de Belgrade.
Le club disparait en 1945, et une grande partie de son effectif rejoint alors l'Étoile rouge de Belgrade.

## Palmarès
| Compétitions nationales                                       |
| ------------------------------------------------------------- |
| - Championnat de Yougoslavie (2) : - Champion : 1924 et 1925. |

## Personnalités du club

### Entraîneurs du club
- Karel Blaha

### Joueurs célèbres du club
- Predrag Đajić
- Momčilo Đokić
- Branislav Hrnjiček
- Milutin Ivković
- Dragan Jovanović
- Blagoje Marjanović
- Dušan Petković
- Branislav Sekulić
- Teofilo Spasojević
- Aleksandar Tirnanić
- Stevan Luburić
- Vladeta Đurić
- Petar Joksimović